# The Best of Gamma
| Recensione | Giudizio |
| ---------- | -------- |
| AllMusic   | [ 1 ]    |

The Best of Gamma è la prima raccolta del gruppo statunitense dei Gamma, pubblicata nel 1992 e contenente brani dai primi tre album del gruppo.

## Tracce
1. Mean Streak (Alcivar, Montrose, Pattison) - 4:50 **
2. Four Horsemen (Montrose, Pattison) - 4:48 **
3. Dirty City (Montrose, Pattison) - 4:04 **
4. Voyager (Montrose, Pattison) - 5:23 **
5. Stranger (Froom, Stahl) - 3:00 ***
6. Condition Yellow (Carmassi, Froom, Montrose) - 4:08 ***
7. No Way Out (Froom, Montrose, Stahl) - 4:05 ***
8. Third Degree (Froom, Montrose, Stahl) - 3:47 ***
9. Thunder & Lightning (Montrose, Pattison) - 4:37 *
10. I'm Alive (Clint Ballard Jr.) - 3:18 *
11. Razor King (Montrose, Pattison) - 5:53 *
12. Modern Girl (Froom, Montrose) - 3:35 ***
13. Right the First Time (Froom, Montrose, Stahl) - 3:47 ***
14. Wish I Was (Mickey Newbury) - 5:16 *
15. What's Gone Is Gone (Froom, Montrose, Jerry Stahl) - 5:30 ***
16. Fight to the Finish (Alcivar, Montrose) - 6:25 *

Gamma 1 - *
Gamma 2 - **
Gamma 3 - ***

## Formazione
- Ronnie Montrose - chitarra
- Davey Pattison - voce
- Jim Alcivar - tastiere (per le tracce provenienti da Gamma 1 e Gamma 2)
- Alan Fitzgerald - basso (per le tracce provenienti da Gamma 1)
- Skip Gillette - batteria (per le tracce provenienti da Gamma 1)
- Denny Carmassi - batteria (per le tracce provenienti da Gamma 2 e Gamma 3)
- Glenn Letsch - basso (per le tracce provenienti da Gamma 2 e Gamma 3)
- Mitchell Froom - tastiere (per le tracce provenienti da Gamma 3)